# Maureen Caird
Maureen Caird (Australia, 29 de septiembre de 1951) es una atleta australiana retirada, especializada en la prueba de 80 m vallas en la que llegó a ser campeona olímpica en 1968.

## Carrera deportiva
En los JJ. OO. de México 1968 ganó la medalla de oro en los 80 metros vallas, con un tiempo de 10.39 segundos que fue récord olímpico, llegando a meta por delante de su paisana australiana Pam Kilborn y la china Chi Cheng (bronce).